# Canton de Carmaux-2 Vallée du Cérou
Le canton de Carmaux-2 Vallée du Cérou est une circonscription électorale française du département du Tarn.

## Histoire
Un nouveau découpage territorial du Tarn entre en vigueur à l'occasion des premières élections départementales suivant le décret du 17 février 2014. Les conseillers départementaux sont, à compter de ces élections, élus au scrutin majoritaire binominal mixte. Les électeurs de chaque canton élisent au Conseil départemental, nouvelle appellation du Conseil général, deux membres de sexe différent, qui se présentent en binôme de candidats. Les conseillers départementaux sont élus pour 6 ans au scrutin binominal majoritaire à deux tours, l'accès au second tour nécessitant 12,5 % des inscrits au 1er tour. En outre la totalité des conseillers départementaux est renouvelée. Ce nouveau mode de scrutin nécessite un redécoupage des cantons dont le nombre est divisé par deux avec arrondi à l'unité impaire supérieure si ce nombre n'est pas entier impair, assorti de conditions de seuils minimaux. Dans le Tarn, le nombre de cantons passe ainsi de 46 à 23.
Le canton de Carmaux-2 Vallée du Cérou est formé de communes des anciens cantons de Cordes-sur-Ciel (17 communes), de Carmaux-Sud (3 communes), de Monestiés (9 communes), de Vaour (9 communes) et de Carmaux-Nord (1 commune) et une fraction de la commune de Carmaux. Il est entièrement inclus dans l'arrondissement d'Albi. Le bureau centralisateur est situé à Carmaux.

## Représentation
| Période élective | Période élective | Mandat | Mandat   | Identité    | Nuance | Nuance | Qualité |
| ---------------- | ---------------- | ------ | -------- | ----------- | ------ | ------ | --- |
| 2015             | 2021             | 2015   | 2021     | André Fabre |        | DVG    | Professeur, Maire de Blaye-les-Mines (2001-2020) Ancien conseiller général du Canton de Carmaux-Sud (2008-2015) |
| 2015             | 2021             | 2015   | 2021     | Aline Redo  |        | PS     | Directrice d'école, maire de Virac                                                                              |
| 2021             | 2028             | 2021   | en cours | André Fabre |        | DVG    | Conseiller sortant                                                                                              |
| 2021             | 2028             | 2021   | en cours | Aline Redo  |        | PS     | Conseillère sortante                                                                                            |

### Résultats détaillés

#### Élections de mars 2015
À l'issue du 1er tour des élections départementales de 2015, deux binômes sont en ballottage : Nicole Bousquet et Florian Vergnes (FN, 24,1 %) et André Fabre et Aline Redo (DVG, 21,2 %). Le taux de participation est de 61,48 % (8 891 votants sur 14 462 inscrits) contre 58,71 % au niveau départemental et 50,17 % au niveau national.
Au second tour, André Fabre et Aline Redo (DVG) sont élus avec 65,98 % des suffrages exprimés et un taux de participation de 61,86 % (5 245 voix pour 8 945 votants et 14 460 inscrits).
André Fabre et Aline Redo sont apparentés PS.

#### Élections de juin 2021
Le premier tour des élections départementales de 2021 est marqué par un très faible taux de participation (33,26 % au niveau national). Dans le canton de Carmaux-2 Vallée du Cérou, ce taux de participation est de 43,22 % (6 196 votants sur 14 335 inscrits) contre 39,08 % au niveau départemental. À l'issue de ce premier tour, deux binômes sont en ballottage : André Fabre et Aline Redo (DVG, 47,55 %) et Colette Aliev et Jordan Payet (RN, 20,02 %).
Le second tour des élections est marqué une nouvelle fois par une abstention massive équivalente au premier tour. Les taux de participation sont de 34,36 % au niveau national, 39,14 % dans le département et 42,2 % dans le canton de Carmaux-2 Vallée du Cérou. André Fabre et Aline Redo (DVG) sont élus avec 75,46 % des suffrages exprimés (4 222 voix pour 6 049 votants et 14 333 inscrits),,.

## Composition
| Nom                                 | Code Insee | Intercommunalité                                 | Superficie (km2) | Population (dernière pop. légale)              | Densité (hab./km2) | Modifier                                    |
| ----------------------------------- | ---------- | ------------------------------------------------ | ---------------- | ---------------------------------------------- | ------------------ | ------------------------------------------- |
| Carmaux (bureau centralisateur)     | 81060      | CC Carmausin-Ségala                              | 14,16            | Fraction : 4 000 (2022) Commune : 9 927 (2022) | 701                | modifier les données · modifier les données |
| Amarens                             | 81009      | CC du Cordais et du Causse                       | 4,88             | 64 (2022)                                      | 13                 | modifier les données · modifier les données |
| Blaye-les-Mines                     | 81033      | CC Carmausin-Ségala                              | 8,88             | 2 920 (2022)                                   | 329                | modifier les données · modifier les données |
| Bournazel                           | 81035      | CC du Cordais et du Causse                       | 7,41             | 237 (2022)                                     | 32                 | modifier les données · modifier les données |
| Les Cabannes                        | 81045      | CC du Cordais et du Causse                       | 6,16             | 366 (2022)                                     | 59                 | modifier les données · modifier les données |
| Combefa                             | 81068      | CC Carmausin-Ségala                              | 2,93             | 197 (2022)                                     | 67                 | modifier les données · modifier les données |
| Cordes-sur-Ciel                     | 81069      | CC du Cordais et du Causse                       | 8,27             | 847 (2022)                                     | 102                | modifier les données · modifier les données |
| Donnazac                            | 81080      | CC du Cordais et du Causse                       | 4,74             | 59 (2022)                                      | 12                 | modifier les données · modifier les données |
| Frausseilles                        | 81095      | CC du Cordais et du Causse                       | 5,87             | 79 (2022)                                      | 13                 | modifier les données · modifier les données |
| Itzac                               | 81108      | CA Gaillac Graulhet Agglomération                | 11,24            | 178 (2022)                                     | 16                 | modifier les données · modifier les données |
| Labarthe-Bleys                      | 81111      | CC du Cordais et du Causse                       | 9,06             | 73 (2022)                                      | 8,1                | modifier les données · modifier les données |
| Labastide-Gabausse                  | 81114      | CC Carmausin-Ségala                              | 12,18            | 538 (2022)                                     | 44                 | modifier les données · modifier les données |
| Lacapelle-Ségalar                   | 81123      | CC du Cordais et du Causse                       | 6,83             | 90 (2022)                                      | 13                 | modifier les données · modifier les données |
| Laparrouquial                       | 81135      | CC du Cordais et du Causse                       | 8,43             | 93 (2022)                                      | 11                 | modifier les données · modifier les données |
| Livers-Cazelles                     | 81146      | CC du Cordais et du Causse                       | 13,05            | 239 (2022)                                     | 18                 | modifier les données · modifier les données |
| Loubers                             | 81148      | CC du Cordais et du Causse                       | 4,23             | 94 (2022)                                      | 22                 | modifier les données · modifier les données |
| Marnaves                            | 81154      | CC du Cordais et du Causse                       | 10,29            | 82 (2022)                                      | 8,0                | modifier les données · modifier les données |
| Milhars                             | 81165      | CC du Cordais et du Causse                       | 16,28            | 231 (2022)                                     | 14                 | modifier les données · modifier les données |
| Monestiés                           | 81170      | CC Carmausin-Ségala                              | 26,83            | 1 385 (2022)                                   | 52                 | modifier les données · modifier les données |
| Montirat                            | 81180      | CC Carmausin-Ségala                              | 27,78            | 266 (2022)                                     | 9,6                | modifier les données · modifier les données |
| Montrosier                          | 81184      | CC du Quercy Rouergue et des Gorges de l'Aveyron | 3,39             | 34 (2022)                                      | 10                 | modifier les données · modifier les données |
| Mouzieys-Panens                     | 81191      | CC du Cordais et du Causse                       | 13,13            | 249 (2022)                                     | 19                 | modifier les données · modifier les données |
| Noailles                            | 81197      | CC du Cordais et du Causse                       | 11,59            | 207 (2022)                                     | 18                 | modifier les données · modifier les données |
| Penne                               | 81206      | CC du Cordais et du Causse                       | 64,04            | 597 (2022)                                     | 9,3                | modifier les données · modifier les données |
| Le Riols                            | 81224      | CC du Cordais et du Causse                       | 5,01             | 99 (2022)                                      | 20                 | modifier les données · modifier les données |
| Roussayrolles                       | 81234      | CC du Cordais et du Causse                       | 5,38             | 85 (2022)                                      | 16                 | modifier les données · modifier les données |
| Saint-Benoît-de-Carmaux             | 81244      | CC Carmausin-Ségala                              | 4,49             | 2 059 (2022)                                   | 459                | modifier les données · modifier les données |
| Saint-Christophe                    | 81245      | CC Carmausin-Ségala                              | 14,47            | 131 (2022)                                     | 9,1                | modifier les données · modifier les données |
| Saint-Marcel-Campes                 | 81262      | CC du Cordais et du Causse                       | 22,34            | 230 (2022)                                     | 10                 | modifier les données · modifier les données |
| Saint-Martin-Laguépie               | 81263      | CC du Cordais et du Causse                       | 21,51            | 396 (2022)                                     | 18                 | modifier les données · modifier les données |
| Saint-Michel-de-Vax                 | 81265      | CC du Cordais et du Causse                       | 5,90             | 80 (2022)                                      | 14                 | modifier les données · modifier les données |
| Salles                              | 81275      | CC du Cordais et du Causse                       | 8,19             | 196 (2022)                                     | 24                 | modifier les données · modifier les données |
| Le Ségur                            | 81280      | CC Carmausin-Ségala                              | 18,91            | 261 (2022)                                     | 14                 | modifier les données · modifier les données |
| Souel                               | 81290      | CC du Cordais et du Causse                       | 9,70             | 172 (2022)                                     | 18                 | modifier les données · modifier les données |
| Taïx                                | 81291      | CC Carmausin-Ségala                              | 4,76             | 537 (2022)                                     | 113                | modifier les données · modifier les données |
| Tonnac                              | 81300      | CA Gaillac Graulhet Agglomération                | 11,23            | 105 (2022)                                     | 9,3                | modifier les données · modifier les données |
| Trévien                             | 81304      | CC Carmausin-Ségala                              | 16,26            | 200 (2022)                                     | 12                 | modifier les données · modifier les données |
| Vaour                               | 81309      | CC du Cordais et du Causse                       | 14,12            | 361 (2022)                                     | 26                 | modifier les données · modifier les données |
| Vindrac-Alayrac                     | 81320      | CC du Cordais et du Causse                       | 9,82             | 155 (2022)                                     | 16                 | modifier les données · modifier les données |
| Virac                               | 81322      | CC Carmausin-Ségala                              | 11,44            | 252 (2022)                                     | 22                 | modifier les données · modifier les données |
| Canton de Carmaux-2 Vallée du Cérou | 8106       |                                                  |                  | 18 444 (2022)                                  |                    | modifier les données                        |

Le canton de Carmaux-2 Vallée du Cérou comprend :
1. trente-neuf communes,
2. la partie de la commune de Carmaux non incluse dans le canton Carmaux-1 Le Ségala, soit celle située au sud d'une ligne définie par l'axe des voies et limites suivantes : à partir de la limite territoriale de la commune de Rosières, cours du Cérou, avenue Albert-Thomas, avenue d'Albi, jusqu'à la limite territoriale de la commune de Blaye-les-Mines.

## Démographie
En 2022, le canton comptait 18 444 habitants, en évolution de +1,71 % par rapport à 2016 (Tarn : +2,52 %, France hors Mayotte : +2,11 %).
| 2013   | 2018   | 2022   |
| ------ | ------ | ------ |
| 18 361 | 18 070 | 18 444 |